# KFC Herzele
KFC Herzele was een Belgische voetbalclub uit Herzele. De club werd in 1931 opgericht en sloot in 1942 aan bij de KBVB met stamnummer 3270. 
In 2014 fuseerde de club met VC Ressegem tot VC Herzele-Ressegem. 

## Geschiedenis
De club heette tot 1983 FC Sint-Rafaël Herzele. Daarna werd het KVC Sint-Rafaël Herzele. Begin 21ste eeuw werd het Koninklijke Football Club Herzele. In 2007 fuseerde de club met VC Ede-Haaltert en werd het Koninklijke Fusie Club Herzele, met die benaming werd in 2014 nog een fusie aangegaan, ditmaal met VC Ressegem, waarbij het stamnummer verdween en men verder speelde onder het stamnummer van Ressegem.
Het sportieve hoogtepunt van FC Sint-Rafaël was 1948, toen werd de club kampioen in Tweede Gewestelijke C en promoveerde naar de hoogste provinciale reeks. Men eindigde laatste en moest onmiddellijk weer degraderen. Nooit zou de club nog dit niveau bereiken.
Tot halfweg de jaren zestig speelde Herzele in Tweede Provinciale, daarna zou men zelden hoger dan Derde Provinciale komen en moest geregeld ook in Vierde Provinciale worden aangetreden. Tussen 1991 en 1995 kon nog een laatste keer op het tweede provinciale niveau worden gespeeld, maar toen zette het verval van de club zich definitief in. 
In 2002 zakte de club naar Vierde Provinciale en tot het verdwijnen van de club in 2014 zou men op drie seizoenen in Derde Provinciale na, in de laagste provinciale reeks aantreden.